# Sparfloxacină
Sparfloxacina este un antibiotic din clasa fluorochinolonelor de generația a 3-a, care este utilizată în tratamentul infecțiilor bacteriene cu bacterii sensibile. Prezintă un profil de siguranță controversat, producând prelungirea intervalului QT, fapt pentru care a fost retrasă din multe țări. Calea de administrare este orală.
Molecula a fost patentată în anul 1985 și a fost aprobată pentru uz medical în anul 1993.